# Concatedral de San Pablo (Saskatoon)
La concatedral de San Pablo (en inglés: St. Paul's Co-Cathedral) es una Concatedral católica en Saskatoon, Saskatchewan, Canadá. La Co-catedral se encuentra en el distrito de negocios en la esquina de la calle 22 Este y Spadina Crescent, en la orilla oeste del río del Saskatchewan del sur.
La piedra angular de St. Paul se colocó el 25 de julio de 1910 por el primer ministro canadiense Sir Wilfrid Laurier y un año después fue consagrada formalmente por el arzobispo Adelardo Langevin de San Bonifacio, Manitoba. Originalmente construida como iglesia parroquial, se convirtió en un pro-catedral en 1921, y fue elevada a una catedral en 1934, cuando se estableció la diócesis de Saskatoon. El órgano fue instalado en 1912.
El Instituto de vidrieras de Canadá ha documentado la vidriera en la catedral de San Pablo.  La vidriera se añadió en 1945 para conmemorar a aquellos que perdieron sus vidas en la Segunda Guerra Mundial y en 1976 para aquellos que perdieron sus vidas en un incendio .
Debido a su pequeño tamaño y la falta de espacio para expandirse, el edificio había sido incapaz de funcionar eficazmente como una catedral desde mediados de la década de 1990. El 18 de diciembre de 2011, la nueva catedral de la Sagrada Familia se abrió, y St. Paul se convirtió en una co-catedral y continuó funcionando como parroquia local.